# كارل مينهولد
كارل مينهولد (بالإنجليزية: Carl Meinhold)‏ مواليد 29 مارس 1926، هو لاعب كرة سلة أمريكي معتزل. بدأ مسيرته الاحترافية في سنة 1947. يبلغ طوله 6 قدم 2 بوصة (1.9 م). اعتزل اللعب في 1952. لعب مع بالتيمور باليتس وشيكاغو ستايغس.

## روابط خارجية
- كارل مينهولد على موقع إن بي أي (الإنجليزية)
- كارل مينهولد على موقع سبورتس رفرنس (الإنجليزية)
- كارل مينهولد على موقع ريلجم (الإنجليزية)
- كارل مينهولد على موقع بروبوليرز (الإنجليزية)